# Le Pin-la-Garenne
Le Pin-la-Garenne är en kommun i departementet Orne i regionen Normandie i nordvästra Frankrike. Kommunen ligger i kantonen Pervenchères som tillhör arrondissementet Mortagne-au-Perche. År 2022 hade Le Pin-la-Garenne 619 invånare.

## Befolkningsutveckling
Antalet invånare i kommunen Le Pin-la-Garenne
| Referens: INSEE |